# Иба, Эрол
Эрол Франсискус Хавьериус Иба (индон. Erol Fransiscus Xaverius Iba; род. 6 августа 1979, Джаяпура, Папуа, Индонезия) — индонезийский футболист, может сыграть как на позиции левого защитник, так и левого полузащитник

## Карьера

### Клубная карьера
Начал свою футбольную карьеру в центре подготовки и образования «Диклат Папуа» в провинции Папуа. В 1997 году Эрол переехал в центр обучения и воспитания «Диклат Рагунан». Там он провел один год, после чего в 1998 году перебрался в клуб «Семен Паданг» из Северной Суматры которая выступала в индонезийской лиги. В этом клубе, за который он провел четыре года, Эрол был отмечен как один из самых талантливых индонезийских футболистов. Он попал в десятку лучших молодых игроков Индонезийской Лиги в 2000 году, а в 2001 году он вместе с клубом «Семен Паданг» вышел в полуфинал Кубка Индонезийской лиги. Его талант не остался незамеченным и привлек многих клубов. В 2002 году он подписал контракт на один год с «ПСПС Пеканбару», клуб, который формировал команду мечты, подписав многих известных индонезийских игроков, таких как Курниаван Дви Юлианто и Бима Шакти. Тем не менее он в новом клубе не смог проявить себя так, как он выступал за «Семен Паданг», а также клуб не смог сохранить прописку в высшем дивизионе в лиге. Несмотря на неудачный сезон, Эрол был подписан Бенни Долло, в то время возглавлявший индонезийский клуб «Арема Маланг», в котором Эрол провел два года в 2005—2006 годах. В этом клубе Эрол доказал свой талант, и ему удалось дважды подряд в 2005 и 2006 годах завоевать Кубок Индонезии. После ухода Бенни Долло из «Аремы Паданг» он присоединился к «Персик Кедири». В 2007 Эрол подписал контракт с «Пелита Джая» где выступал под руководством звезды сингапурского футбола Фанди Ахмадом. Его форма привлекла внимание австралийский клуб «Сидней». После 11 лет проведенных за пределами родного штата Папуа, Эрол, в 2009 году вернуться в свой родной город, где выступал за Персипура Джаяпура, став дважды чемпионом индонезийской Супер-Лиги. Эрол заявил, что это была мечта каждого уроженца Папуа выступать в Персипура Джаяпура. Его успех в Индонезийской Супер-Лиги ломает негативные мысли специалистов и болельщиков, которые говорят, что папуасские игроки выступают плохо, когда они играют за другую клубов за пределами родного штата. Больший интерес проявлялся из А-Лиги, на этот раз из «Ньюкасл Юнайтед Джетс», и Эрол был связан с австралийской стороны, однако с клубом контракт подписан не был.

### Международная
С 2006 по 2009 годы он выступал за национальную команду Индонезии. Его первый международный дебют в главной сборной страны состоялся было 23 августа 2006 года на Турнире Мердеки, проходившем в Малайзии, где он сыграл в первом же матче сборной, против хозяев турнира, а сам матч завершился вничью 1:1.. В 2007 провёл один матч на Кубке Азии где он вышел на замену, в котором Индонезия проиграла 0:1 Южной Корее в последней игре группы D.

## Личная жизнь
Женат, имеет троих сыновей, по состоянию на апрель 2012 года старшему сыну Рафаэлю Бенито Эльо было 7 лет, Высенту Даниэлю 6 лет, а младшему Лоенелу Реванду 3 года. В 2002 году принял ислам, после часть имени Франсискус Хавьериус была официально удалена